# هندآباد (سردشت)
هندآباد؛ نام روستایی از توابع بخش مرکزی شهرستان سردشت استان آذربایجان غربی ایران است. این روستا در دهستان گورک سردشت قرار داشته و بر اساس سرشماری سال ۱۳۸۵ جمعیت آن ۴۲۸نفر (۶۸ خانوار) بوده‌است.